# Лиджиев, Виктор Николаевич
Виктор Николаевич Лиджиев (род. 2 апреля 1953, Тюмень) — советский футболист, полузащитник, защитник. Советский и российский тренер, российский футбольный функционер. Мастер спорта СССР.
В 1971, 1975—1984, 1988 годах играл во второй лиге за элистинский «Уралан», провёл 257 матчей, забил 17 голов. В 1985—1990 годах — тренер «Уралана», в 1991, 1994—1995 годах — главный тренер.
В 2000-х годах работал инспектором на матчах второго дивизиона.
Исполнительный директор федерации футбола Калмыкии.